# Kirby’s Adventure Wii
Kirby’s Adventure Wii, veröffentlicht als Kirby’s Return to Dream Land in Nordamerika und als Hoshi no Kirby Wii in Japan, ist ein Plattform-Videospiel aus dem Jahr 2011, das von HAL Laboratory entwickelt und von Nintendo für die Wii veröffentlicht wurde. Es ist der neunte Mainline-Teil und das zweiundzwanzigste Spiel der Kirby-Reihe. Während Kirby’s Epic Yarn im Jahr 2010 veröffentlicht wurde, ist Kirby's Adventure Wii das erste traditionelle Kirby-Plattformspiel für Heimkonsolen seit Kirby 64: The Crystal Shards, das im Jahr 2000 für Nintendo 64 veröffentlicht wurde. Der Titel wurde im Oktober in Nordamerika veröffentlicht am 24. Oktober 2011, in Japan am 27. Oktober 2011, in Europa am 25. November 2011 und in Australien am 1. Dezember 2011.
Kirby's Adventure Wii bietet das grundlegende Gameplay traditioneller Kirby-Plattformspiele, in denen Kirby die Fähigkeit besitzt, Feinde einzuatmen und zu kopieren, um eine Vielzahl von Angriffen zu erhalten, wie z. B. Feuer spucken oder ein Schwert schwingen. Das Spiel unterstützt kooperatives Mehrspieler-Gameplay, sodass bis zu vier Spieler verschiedene Kirby-Charaktere steuern können, darunter Bandana Waddle Dee, König Dedede und Meta Knight. Kirbys Handlung konzentriert sich auf die Charaktere, die die verstreuten Teile eines abgestürzten außerirdischen Raumschiffs bergen.
Das Spiel wurde als GameCube-Titel für Ende 2005 angekündigt, aber die Entwicklung wurde später auf die Nachfolgekonsole, die Wii, verlagert. Es wurde angenommen, dass das Spiel bis zu seiner erneuten Ankündigung im Jahr 2011 abgesagt wurde. Das Spiel wurde 2015 im Nintendo eShop der Wii U verfügbar gemacht.
Einige Elemente aus dem gestrichenen Kirby-Titel von 2005 wurden in Kirby's Adventure Wii übernommen, beispielsweise die Möglichkeit für Spieler, sich in einem Totem zu stapeln, das der Spieler am unteren Ende des Stapels trägt. Andere Elemente aus dem Kirby-Titel von 2005, wie Kirbys Fähigkeit, sich mit bis zu drei „Helfern“ (eine Spielmechanik aus Kirby’s Fun Pak) anzufreunden, wurden modifiziert und auf ein anderes Kirby-Spiel übertragen, das Anfang 2018 auf dem Nintendo Switch veröffentlicht wurde namens Kirby Star Allies. Kirby's Adventure Wii erhielt allgemein positive Kritiken, mit Lob für die Rückkehr zur Form des traditionellen Gameplays, des Leveldesigns, der Grafik und der Grafik der Kirby-Serie, aber Kritik für den geringen Schwierigkeitsgrad und den Mehrspielermodus. Ein Remake für die Nintendo Switch, Kirby’s Return to Dream Land Deluxe, ist am 24. Februar 2023 erschienen.

## Spielweise
Kirby’s Adventure Wii ist ein seitlich scrollendes 2,5-D-Plattformspiel, das durch seitliches Halten der Wii-Fernbedienung gesteuert wird. Im Gegensatz zu früheren Einträgen in der Kirby-Serie bietet das Spiel 3D-Modelle für Spielercharaktere und Feinde anstelle von Sprites.
Während des Spiels kann Kirby Gegenstände sammeln, die ihn heilen; Lebensmittel, die Gesundheit wiederherstellen, Gegenstände, die ihm ein zusätzliches Leben geben, oder durch das Sammeln von 100 Sternen, die ihm sofort ein zusätzliches Leben gewähren. Es gibt auch verschiedene Gegenstände, die Kirby verwenden kann, um mit der Umgebung zu interagieren. Am Ende jeder Stufe wird ein Bonusspiel gespielt, bei dem die Spieler einen Knopf drücken, um so hoch wie möglich zu springen und zusätzliche Gegenstände zu verdienen.
Der Spieler steuert Kirby, der seine charakteristische Fähigkeit behält, Objekte und Feinde einzuatmen. Die eingeatmeten Gegenstände können entweder verschluckt oder als Projektil wieder herausgeschleudert werden. Kirby kann auch ein „Super Inhale“ machen, bei dem das Schütteln der Wii-Fernbedienung oder langes Einatmen Kirbys Einatmen stärker macht. Ein Super Inhale hat eine erweiterte Reichweite und kann „Heave-ho Blocks“ aufsaugen, die bei einem normalen Einatmen unbeweglich sind. Mit dem Super Inhale kann Kirby auch andere Spieler und die meisten großen Feinde einatmen.
Bestimmte Feinde geben Kirby, wenn sie verschluckt werden, Zugriff auf eine Vielzahl von „Kopierfähigkeiten“, die Kirby die Angriffseigenschaften der Feinde verleihen, die er einatmet. Kirby kann immer nur eine Kopierfähigkeit besitzen. Andere Spieler, die im Mehrspielermodus als andere Charaktere spielen, oder diejenigen, die als König Dedede, Meta Knight oder Waddle Dee spielen, können die Essenz einer Kopierfähigkeit festhalten und sie zum Inhalieren zu Kirby zurückwerfen. Wenn eine abgelegte Fähigkeit dieser Charaktere unberührt bleibt, verschwindet sie kurz darauf.
Jede Kopierfähigkeit verfügt über mehrere Angriffe, die abhängig von der Kombination der vom Spieler gedrückten Tasteneingaben verwendet werden. Neue Fähigkeiten, die in diesem Spiel eingeführt werden, sind die Peitschen-Fähigkeit, mit der Kirby unerreichbare Gegenstände greifen kann, die Wasser-Fähigkeit, mit der Kirby Feuer löschen kann, und die Blatt-Fähigkeit, mit der Kirby Blätter als Angriffs- und Beschwörungsform verwenden kann ein Blätterhaufen, in dem man sich verstecken und für fast alle Angriffe unverwundbar werden kann. Das Remake führt die Mecha-Fähigkeit ein, die Kirby Laserkanonen und Roboterarme verleiht, die Sand-Fähigkeit, mit der Kirby Sand in verschiedene Formen verwandeln kann, und die Festival-Fähigkeit von Kirby Star Allies.
Das Spiel führt mächtigere, temporäre Kopierfähigkeiten namens „Superfähigkeiten“ ein, die Teile der Umgebung zerstören und über einen weiten Bereich enormen Schaden anrichten können. Im Gegensatz zu normalen Kopierfähigkeiten führt das Auswerfen einer Superfähigkeit dazu, dass die Superfähigkeit sofort verworfen wird. Es gibt fünf Super-Fähigkeiten: Ultra-Schwert, Monsterflamme, Flare Beam, Großer Hammer und Schnee-Bowl, die jeweils verbesserte Versionen von Schwert, Feuer, Beam, Hammer und Frieren Copy-Fähigkeiten sind.
Das Spiel bietet Drop-in-Kooperations-Multiplayer für bis zu drei zusätzliche Spieler. Diese Spieler können entweder als Kirby mit einer anderen Farbe als Spieler-Eins oder als einer von drei einzigartigen Charakteren spielen: Meta Knight, König Dedede und Waddle Dee. Jeder dieser Charaktere besitzt Eigenschaften aus entsprechenden Kopierfähigkeiten, die auf der Art und Weise basieren, wie sich jeder Charakter bewegt und angreift, obwohl nur Kirbys in der Lage sind, Feinde einzuatmen und Kopierfähigkeiten einzusetzen. Die Spieler können als „Totem“ übereinander reiten, was bei perfektem Timing die Verwendung eines aufgeladenen Angriffs ermöglicht, der als „Team Attack“ bezeichnet wird und vom Spieler am unteren Rand gesteuert wird. Spieler können auch kürzlich eingenommene gesundheitswiederherstellende Gegenstände durch eine Aktion namens „Face-to-Face“ (ähnlich wie Regurgitation) teilen. Innerhalb des im Remake eingeführten Epilogs wird Magolor zu einem spielbaren Charakter, dem seine Kräfte entzogen und er gezwungen wurde, sie wiederzuerlangen. Er kann zunächst für kurze Zeit schweben und Energieangriffe erzeugen und erhält mehr Fähigkeiten, wenn ein Spieler sie aufwertet. Spieler 2–4 Personen können in diesem Modus als verschiedene Recolors von Magolor spielen.
Alle Spieler teilen sich einen Pool von Leben, wobei jeder Spieler ein Leben benötigt, um ins Spiel zu kommen. Wenn einer der drei zusätzlichen Spieler ein Leben verliert, kann er ein zusätzliches Leben ausgeben, um wieder am Spiel teilzunehmen. Wenn jedoch Spieler eins stirbt, stoppen alle Spieler das Spiel und das Gameplay beginnt am letzten Checkpoint neu.

## Geschichte
Eines Tages fliegt plötzlich ein seltsames, dimensionshüpfendes Raumschiff namens Sternenkreuzer Lor aus einem Wurmloch und stürzt auf Kirbys Heimatplaneten Popstar. Als Kirby, Meta Knight, König Dedede und Waddle Dee nachforschen, treffen sie auf einen Außerirdischen namens Magolor, der entdeckt, dass die fünf lebenswichtigen Teile seines Schiffes zusammen mit 120 Energiekugeln über den ganzen Planeten verstreut sind. Da Magolor ihnen eine Reise zu seiner Heimatwelt Halcandra anbietet, sollten sie helfen, sein Schiff zu reparieren, machen sich Kirby und seine Freunde auf den Weg, um die verlorenen Teile zu bergen.
Nachdem sie die Hauptstücke gefunden haben, reisen sie nach Halcandra, wo sie von einem vierköpfigen Drachen namens Landia angegriffen werden. Magolor behauptet, Landia sei ein böses Biest, das Halcandra übernommen hat und schickt Kirby, um es zu besiegen. Nachdem Landia jedoch besiegt wurde, enthüllt Magolor, dass sein wahres Motiv darin bestand, die Meisterkrone auf ihrem Kopf zu stehlen und allmächtig zu werden, mit der Absicht, das gesamte Universum dazu zu bringen, sich vor ihm zu beugen, beginnend mit Popstar. Kirby und seine Freunde schließen sich mit Landia zusammen, die sich als vier einzelne Drachen herausstellt, und konfrontieren Magolor in einem letzten Kampf und zerstören die Meisterkrone, wobei sie Magolor mitnehmen. Nachdem der Frieden im Universum wiederhergestellt ist, kehren Kirby und seine Freunde zu Popstar zurück. Die Landia-Drachen nehmen den Sternenkreuzer Lor und kehren nach Hause zurück. Ein nicht kanonischer Extra-Modus, der Magolors endgültige Form durch Magolor Seele ersetzt, enthüllt, dass Magolor möglicherweise von der Meisterkrone selbst als Marionette verwendet wurde.

## Entwicklung
Die Entwicklung eines neuen Kirby-Spiels für den GameCube begann nach der Veröffentlichung von Kirby 64: The Crystal Shards für den Nintendo 64 im Jahr 2000. Das Spiel durchlief eine elfjährige Entwicklungszeit, in der drei verschiedene vorgeschlagene Versionen des Spiels entwickelt und verworfen wurden. Die erste Version ähnelte dem Grafik- und Spielstil von Kirby 64, wurde in 3D gerendert, verwendete jedoch traditionelles 2D-Side-Scrolling-Gameplay. Das Spiel würde auch Multiplayer mit bis zu vier Spielern unterstützen. Dieser Build wurde 2005 auf der E3 demonstriert und sollte später in diesem Jahr veröffentlicht werden. Schwierigkeiten bei der Programmierung des Multiplayers führten jedoch dazu, dass diese Version verschrottet wurde, obwohl ihr Konzept später als Kirby Star Allies für den Nintendo Switch wieder auftauchte. Der zweite Build platzierte Kirby in einer 3D-Umgebung mit Gameplay im Open-World-Stil, und der dritte Build kehrte zum Side-Scrolling-Gameplay zurück, hatte aber den grafischen Stil eines Aufklapp-Bilderbuch, ähnlich wie Yoshi’s Story für den Nintendo 64 Ende der 1990er Jahre. Obwohl der zweite Build abgebrochen wurde, weil er die Qualitätsstandards von HAL Laboratory nicht erreichte, tauchte sein Konzept schließlich als Kirby und das vergessene Land für den Nintendo Switch mit Elementen aus 2D-Plattformspielen wieder auf. Das Entwicklungsteam erkannte, dass das Scheitern der ersten drei Versuche durch zu viel Fokus auf den Mehrspielermodus verursacht wurde, also wurde der Fokus auf das Einzelspielererlebnis verlagert. Die Entwicklung der endgültigen Version beschleunigte sich im Oktober 2010, als das Spiel Gestalt annahm.
Kirbys lange Entwicklung führte dazu, dass das Spiel häufig in Nintendos kommenden Spielelisten auftauchte und dann wieder verschwand. Am 14. September 2006 erschien das Kirby-Spiel auf einer Liste der kommenden Wii-Spiele mit dem Namen Hoshi no Kābī (星のカービィ, „Kirby der Sterne“), die in Japan veröffentlicht werden sollen.
Nintendo kündigte auf der E3 2010 das Spiel Kirby's Epic Yarn an, einen separaten Titel, der von Good-Feel entwickelt wurde. Es wurde angenommen, dass das Kirby-Spiel 2005 abgesagt wurde, bis ein Financial Results Briefing am 28. Januar 2011 das Spiel mit einem Veröffentlichungsdatum innerhalb desselben Jahres erneut ankündigte. Auf der E3 2011 wurde das Spiel in spielbarer Form unter dem vorläufigen Titel Kirby Wii demonstriert. Das Spiel wurde später in Nordamerika in Kirby's Return to Dream Land, in Europa und Australien in Kirby's Adventure Wii  und in Japan in Hoshi no Kirby Wii umbenannt. Die Musik wurde von Jun Ishikawa und Hirokazu Ando mit einem Soundtrack namens Kirby Wii Music Selection komponiert, der 45 Musikstücke aus dem Spiel enthält.
Während der Nintendo Direct am 13. September 2022 wurde ein Remake des Spiels für die Nintendo Switch mit dem Titel Kirby’s Return to Dream Land Deluxe angekündigt. Zu den Ergänzungen des Originals gehören eine neue Mecha-Fähigkeit, ein Comic-ähnlicher Grafikstil und alle neuen Unterspiele. Das Spiel erschien am 24. Februar 2023.